# Timoteo Viti

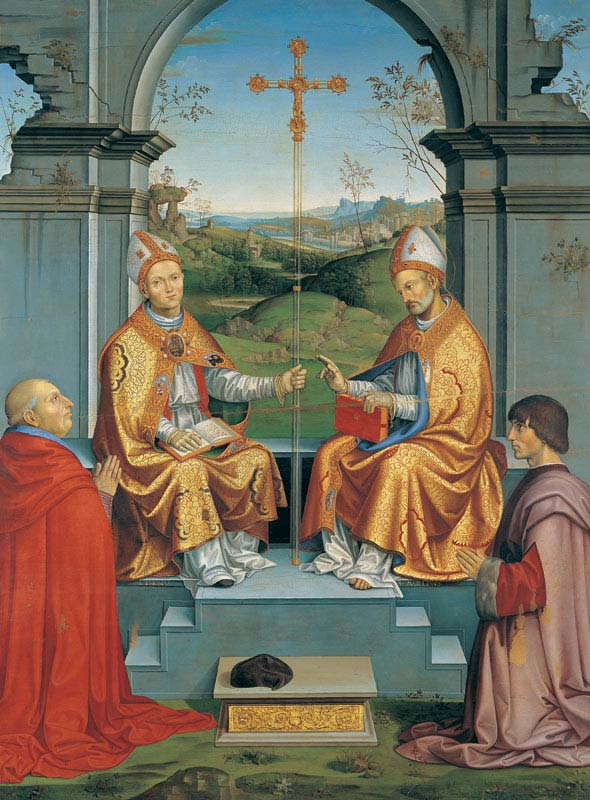
San Tommaso Becket e Martino di Tours con il vescovo Arrivabene e il nipote Giacomo Arrivabene

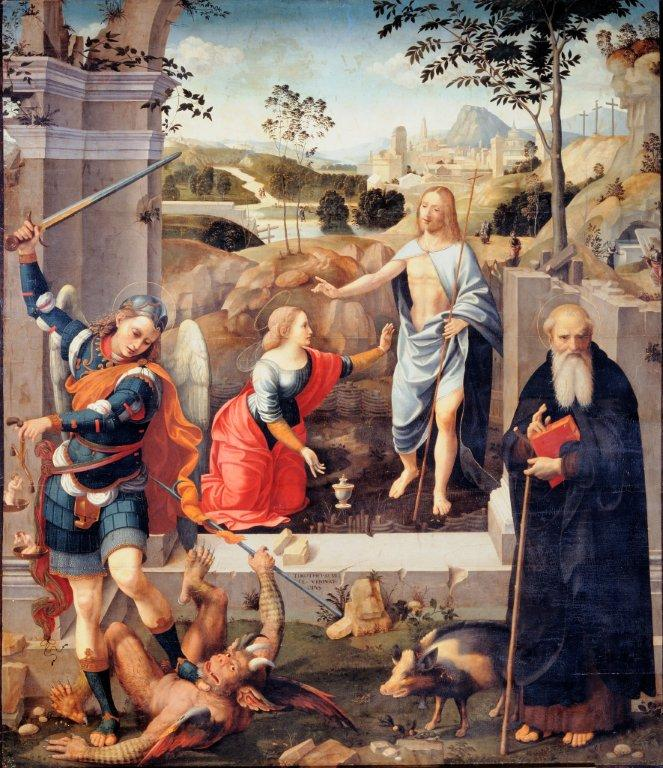
Noli me tangere - Altar maggiore dell'Oratorio di Sant'Angelo minore in Cagli

Timoteo Viti (Urbino, 1470 – Urbino, 10 ottobre 1523) è stato un pittore italiano.

## Biografia e opere
Il padre, Bartolomeo di Piero Viti, morì nel 1476, quindi la tutela del piccolo Timoteo venne affidata allo zio don Giovanni Paolo e alla madre Calliope Alberti, che si occupò dell'educazione del figlio, assecondando le sue inclinazioni artistiche. 
Menzionato dal Vasari nelle sue Vite come Timoteo da Urbino, secondo la storiografia e le fonti documentarie, entrò poco più che ventenne nella bottega bolognese di Francesco Raibolini, detto il Francia. 
Nella città felsinea, di recente è stata attribuita una Crocifissione affrescata nell'oratorio o refettorio del convento camaldolese di S. Cristina (ora Aula Magna del dipartimento di Arti Visive dell'Università di Bologna).
Ritornato nella sua Urbino, gli furono commissionate due pale d'altare per il Duomo, raffiguranti Madonna e santi (1514, Galleria Nazionale delle Marche, Urbino; Pinacoteca di Brera, Milano). 
In queste opere esprime un certo classicismo bolognese unito ad echi umbro-marchigiani.
Qualche anno prima aveva realizzato uno dei suoi maggiori capolavori per l'altar maggiore dell'Oratorio di Sant'Angelo Minore della città di Cagli: la grande tavola del "Noli me tangere" dove forti sono i rimandi all'opera di Raffaello.
In seguito cercò di adeguarsi alle novità del Perugino e di Raffaello senza però riuscirvi appieno (dipinti per il Tempietto delle Muse nel Palazzo Ducale, oggi nella Galleria Corsini di Firenze; Apparizione di Cristo alla Maddalena, 1512, Cagli, Sant'Angelo). Di Raffaello fu amico e aiuto a Roma negli affreschi in Santa Maria della Pace.
Nel 1518, giunse a Forlì, con Girolamo Genga, per affrescare la Chiesa di San Francesco Grande, oggi scomparsa. Fu in questa occasione che iniziò a lavorare con loro Francesco Menzocchi.
Secondo gli atti della Compagnia di San Giuseppe di Urbino, di cui era recentemente stato costruito l'oratorio, Timoteo morì il 10 ottobre 1523.